# Адриен Борел
Адриен Борел (на френски: Adrien Borel) е френски психиатър и психоаналитик.

## Биография
Роден е на 19 март 1886 година в Париж, Франция. Изучава медицина в Парижкия университет. След дипломирането си е стажант в болниците „Св. Ана“ и „Бичат" и провежда обучителна анализа с Рене Лафорг.
Борел взима участие в създаването на Парижкото психоаналитично общество и е негов президент от 1932 г. до 1934 г.
Умира на 19 септември 1966 година в Париж на 80-годишна възраст.